# Карбідний
Карбідний — проміжна вантажно-пасажирська залізнична станція Донецької дирекції Донецької залізниці. Розташована в с-щі Бурне, Старобешівський район, Донецької області на лінії Кутейникове — Каракуба між станціями Кутейникове (16 км) та Войкове (6 км).
Через військову агресію Росії на сході України транспортне сполучення припинене, хоча до того ходив електропоїзд в усі дні, окрім понеділка, № 62521/62522.